# Sophie Lamon
Sophie Lamon (ur. 8 lutego 1985 w Sionie) – szwajcarska szpadzistka, srebrna medalistka igrzysk olimpijskich i mistrzostw świata.
Podczas igrzysk olimpijskich w Sydney w 2000 roku reprezentacja Szwajcarii w składzie: Gianna Hablützel-Bürki, Sophie Lamon i Diana Romagnoli zajęła drugie miejsce. Indywidualnie zajęła tam piętnaste miejsce. Brała też udział w igrzyskach olimpijskich w Pekinie w 2008 roku, zajmując trzynaste miejsce w rywalizacji indywidualnej.
Na mistrzostwach świata w Nîmes w 2001 roku wspólnie z Gianną Hablützel-Bürki, Dianą Romagnoli i Tabeą Steffen zdobyła drużynowo srebrny medal.
Ponadto zdobyła drużynowo złoty medal na mistrzostwach Europy w Funchal w 2000 roku i brązowy na mistrzostwach Europy w Płowdiwie w 2009 roku.